# PSA PF2
PSA PF2 — автомобільна платформа, розроблена інженерами французької автомобільної групи PSA Peugeot Citroën. Платформа призначена для середніх автомобілів з переднім або повним приводом у поєднанні з електродвигуном і поперечним розташуванням двигуна. Вперше, цю платформу було використано в є Peugeot 307 в 2001 році.
Починаючи з 2013 року, ця платформа поступово припиняється із заміною на платформу PSA EMP2, яка об’єднує платформи PF2 і PF3 в одну нову модульну систему.

## Моделі
Автомобілі на платформі PF2:
- Регулярні
  - 2001-2008 Peugeot 307, по суті суміш 306/Xsara/ZX і платформи PF2
  - 2004-2010 Citroën C4
  - 2007-2013 Peugeot 308
  - 2009-2016 Peugeot 3008
  - 2009-2012 Citroën C4 Sedan (C-Quatre)
  - 2010-2015 Peugeot RCZ
  - 2010-2018 Citroën C4 II
  - 2011-2018 Citroën DS4
  - 2015-2018 DS 4
  - 2016-2018 DS 4 Crossback
  - 2016-2018 DongFeng H30 Cross
  - 2014-2020 DS 6 (China)

- Розширені
  - 2002-2008 Peugeot 307 SW
  - 2006-2013 Citroën C4 Picasso
  - 2006-2013 Citroën C4 Sedan (C-Triomphe/Pallas)
  - 2008-2018 Citroën Berlingo
  - 2008-2018 Peugeot Partner
  - 2008-2014 Peugeot 308 SW
  - 2009-2016 Peugeot 5008
  - 2010-2014 Peugeot 408
  - 2011-2018 Citroën DS5
  - 2015-2018 DS 5
  - 2012-2022 Citroën C4 II L